# Otto Siegel (Szenenbildner)
Otto Siegel (* 7. Mai 1897 in Philadelphia, Pennsylvania; † 21. August 1962 in Los Angeles, Kalifornien) war ein US-amerikanischer Szenenbildner.

## Leben
Siegel begann seine Karriere im Filmstab 1942 als Requisiteur, und bereits nach einem Jahr hatte er schon an über einem Dutzend Spielfilmen mitgewirkt, darunter der Kriegsfilm Unternehmen Tigersprung von David Miller; am Ende der 1940er Jahre waren es schon über 80 Filme. Hierzu zählten unter anderem Die Hölle von Oklahoma, Alarm im Pazifik und Tarzan und das blaue Tal. In den 1950er Jahren nahm die Frequenz seiner Arbeit deutlich ab, zudem begann er erstmals auch für das Fernsehen zu arbeiten. 1961 war er für Anthony Manns Western Cimarron zusammen mit George W. Davis, Addison Hehr, Henry Grace und Hugh Hunt für den Oscar in der Kategorie bestes Szenenbild nominiert, die Auszeichnung ging in diesem Jahr jedoch an den Monumentalfilm Spartacus. Sein letzter Spielfilm war Sam Peckinpahs Western Sacramento im Jahre 1962.

## Filmografie (Auswahl)
- 1942: Unternehmen Tigersprung (Flying Tigers)
- 1942: Das Herz des goldenen Westens (Heart of the Golden West)
- 1943: Die Hölle von Oklahoma (In Old Oklahoma)
- 1944: Alarm im Pazifik (The Fighting Seabees)
- 1945: Hitchhike to Happiness
- 1949: Tarzan und das blaue Tal (Tarzan’s Magic Fountain)
- 1950: Der Baron von Arizona (The Baron of Arizona)
- 1951: Die Diebe von Marschan (The Prince Who Was a Thief)
- 1952: Feuertaufe Invasion (Thunderbirds)
- 1958: Der Schatz des Gehenkten (The Law and Jake Wade)
- 1958: Torpedo los! (Torpedo Run)
- 1959: Watusi
- 1960: Cimarron
- 1962: Sacramento

## Auszeichnungen (Auswahl)
- 1961: Oscar-Nominierung in der Kategorie bestes Szenenbild für Cimarron